# Thrincotropis trilobata
Thrincotropis trilobata är en insektsart som beskrevs av Miller, N.C.E. 1932. Thrincotropis trilobata ingår i släktet Thrincotropis och familjen Pamphagidae. Inga underarter finns listade i Catalogue of Life.